# 医生香肠

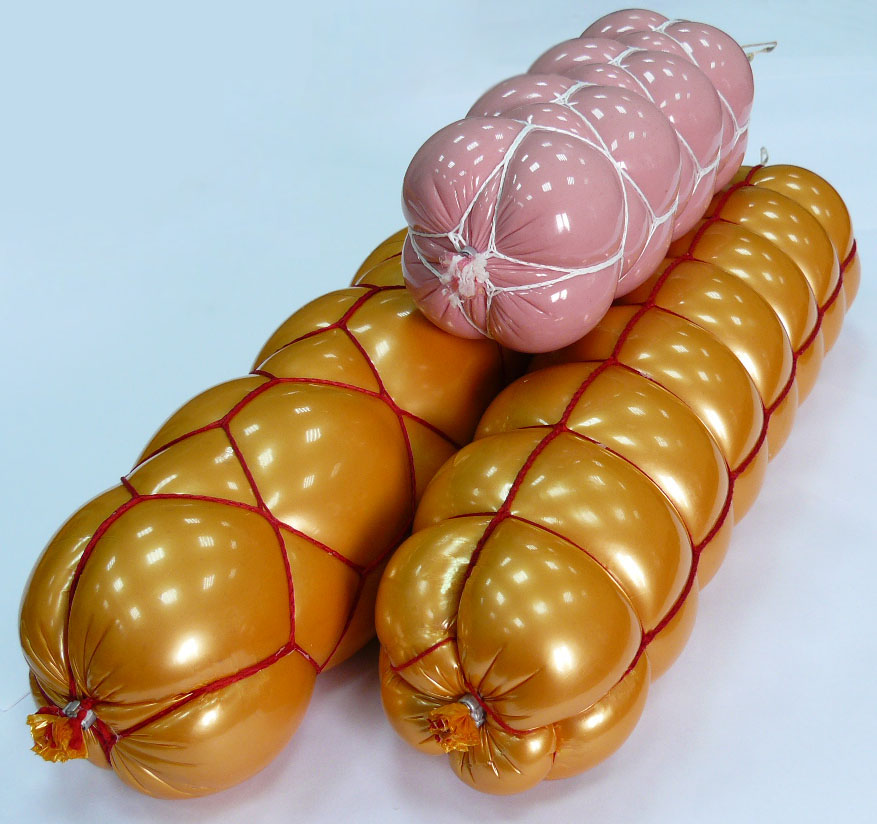
包装好的医生香肠

医生香肠（羅馬化：Doktorskaya kolbasa）是一种流行于俄罗斯和前苏联加盟共和国的乳化香肠。医生香肠的大小与博洛尼亚香肠或意式香肠相似，但脂肪含量低得多。由于脂肪含量低，医生香肠呈淡粉色。
根据欧亚经济联盟的法规，任何肉类产品不得使用与跨州（跨地区）标准制定的其他肉类产品名称相似的名称，但根据这些标准生产的肉类产品除外。在该技术法规中，“医生香肠”还被作为命名的示例单独提出。

## 历史
医生香肠的配方及其生产技术由当时的全俄肉类工业研究所开发，并于1936年首次生产。 最早的一批医生香肠是在以阿纳斯塔斯·米高扬命名的莫斯科肉类加工厂生产的。苏联当局计划将这种香肠分配给国内表现出长期饥饿迹象的人，特别是“因内战而健康受损的患者”作为膳食补充剂，因此得名。由于医生香肠味道温和、价格低廉且相对健康，因此在肉类来源不多的苏联普通民众中非常受欢迎。

## 配方
根据1936年至1974年间的苏联行业标准，制作100公斤的医生香肠的确切配方包括：
- 15公斤牛肉
- 25公斤肥猪肉
- 60公斤瘦猪肉
- 2.5公斤盐
- 30克亚硝酸钠
- 100克糖
- 30克豆蔻或肉豆蔻[2]

但是，从1974 年开始，由于苏联粮食短缺，经济衰退，医生香肠的制作标准也被当局修改，肉质被大幅替换为淀粉等便宜材料。医生香肠配方的改变也被之后外界认为是预示苏联最终垮台的征象之一。 